# Rámájana

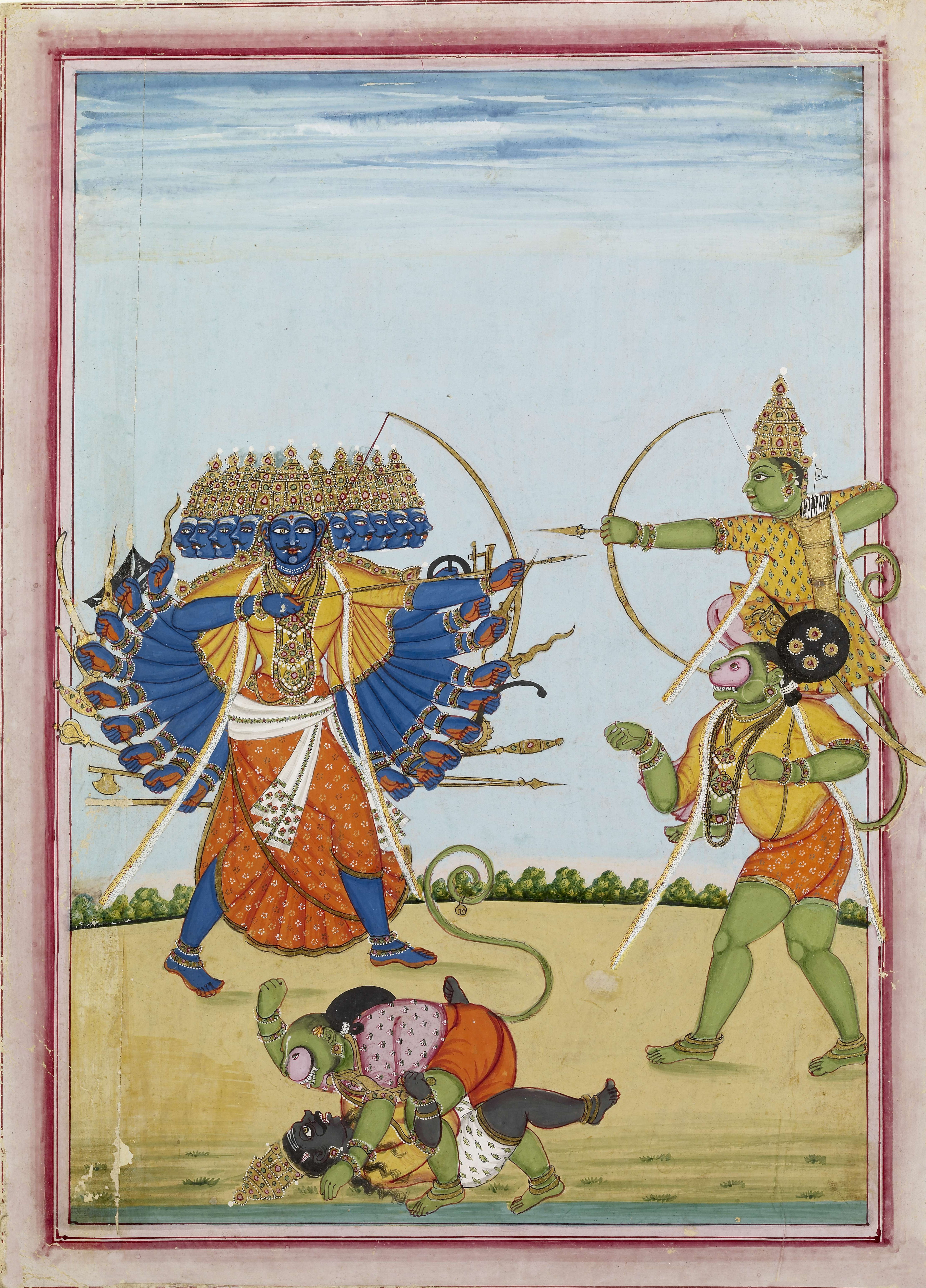
Hlavní hrdina eposu Ráma (vpravo) sedící na ramenech Hanumána v zápase s Rávanou (malba z Tamilnádu, kolem roku 1820, dnes uložena v Britském muzeu)

Rámájana (v sanskrtu रामायण, Rāmāyaṇa; v překladu „Příběh života Rámova“ či „Putování Rámovo“) je starověký indický epos, za jehož autora je považován legendární mudrc Válmíki. Tvoří důležitou část hinduistického kánonu smrti, společně s Mahábháratou je jedním z nejvýznamnějších děl indické epické literatury. Je nejoblíbenějším textem višnuistů.
Hlavní hrdinou eposu je princ Ráma, prvorozený syn kóšálského krále Dašarathy. Ráma byl následkem dvorských intrik odsouzen ke čtrnácti letům lesního vyhnanství, kam se uchýlil i se svou manželkou Sítou a bratrem Lakšmanou. Vlády se zatím chopil jeho další bratr Bharata. Jednoho dne byla Síta unesena Rávanou, králem rákšasů, na ostrov Lanku (pravděpodobně Srí Lanka). Ráma ji však s pomocí opičího lidu v čele s králem Sugrívou a jeho věrným druhem Hanumánem získal zpět. Při dobývání Lanky zahynul Rávana, jeho synové, bratři i řada dalších významných rákšasů. Ráma se pak vrátil se Sítou zpět do Ajódhji, kde se stal králem a spravedlivě vládl po mnoho století.
Epos se skládá z 24 000 dvojverší a zahrnuje 7 částí zvaných kándy. Vznikl zhruba kolem 3. století př. n. l., i když předloha pro Rámův příběh je ještě o několik století starší. Některé epizodní příběhy včetně celé první a sedmé kándy, kde dochází ke ztotožnění Rámy s Višnuem, byly do eposu včleněny až dodatečně, a to někdy v prvních stoletích našeho letopočtu. Tyto vsuvky jsou klíčové v tom, že z původně světského eposu činí náboženské dílo.

## Původ
S určitostí toho lze o původu a okolností vzniku Rámájany říci jen velmi málo. Rámájana je považována za vůbec nejstarší dílo indické básnické literatury, u kterého lze vystopovat konkrétního autora, kterým je podle tradice básník Válmíki, „první indický básník“. Oproti Mahábháratě je obsahově mnohem ucelenější a i když je jisté, že v průběhu let k ní byly přidávány některé vsuvky či celé epizody, základní dějová linie příběhu je dílem jediného autora. S velkou pravděpodobností se původně jednalo o čistě světský epos, který byl oslavou pozemského hrdiny a až později byly některé události příběhu pozměněny. K dílu byla přidána první a hlavně sedmá část, která je klíčová v tom, že z Rámy, hlavního hrdiny celého příběhu, dělá vtělení Višnua. Ze světského eposu se tak stalo náboženské dílo, které je dnes nejoblíbenější četbou višnuistů.
Rámájana je první dílo indické literatury, které je psáno v kávjovém stylu. Jedná se o dvorskou básnickou formu, která je zaměřena čistě na estetické hodnocení básnického díla a snaží se o co nejvyšší vytříbenost básnických děl. V tomto se Rámájana i liší od Mahábháraty, jejíž dvojverší jsou psána monotónně a místy až neobratně.

### Datace
Badatelé datují původ pověsti, která se stala předlouhou pro Válmíkiho zpracování, do doby mezi 8.–4. stoletím př. n. l., vznik Rámájany jako takové do doby vymezené 4.–2. století př. n. l. Dodatky, kde Ráma vystupuje už jako avatár Višnua, byly k dílu začleněny nejpozději do 2.–3. století.
Podle určitých náznaků, podobností a odlišností v Rámájaně a Mahábháratě došli badatelé k závěru, že Rámájana je o něco starší než Máhábhárata. Např. v Mahábhárátě jsou promluvy postav vždy uváděny formulací typu „Ardžuna řekl...“, „světec řekl...“ apod. Tyto formulace však nejsou součástí metrického verše, zatímco v Rámájaně už jsou pevnou součástí metrické stavby veršů. Dalším faktorem, který badatele vedl k závěru, že Rámájana je staršího data než Máhábhárata, je skutečnost, že velmi zestručněný příběh Rámy zvaný Rámópákjána tvoří jednu z vložených částí Máhábháraty.
Jinou velmi stručnou verzi Rámájany obsahuje Dašaratha džátaka, v níž se Buddha ztotožňuje s Rámou.

## Děj

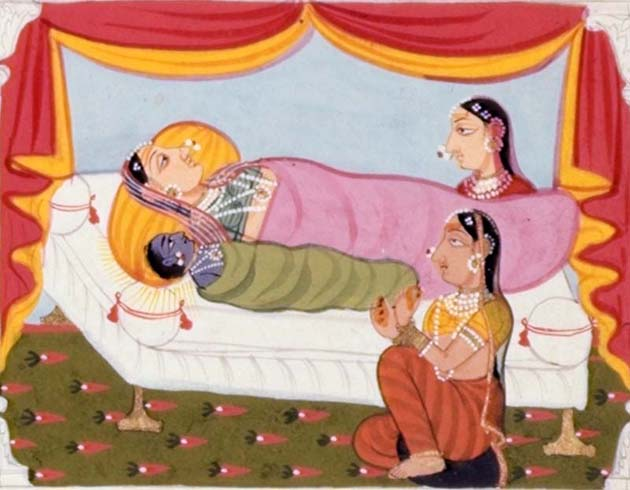
Narození Rámy (malba, Udajpur, 1712)

Rámájana se tradičně dělí do sedmi chronologicky seřazených dílů (kánda). Každý je věnován nějaké důležité události v Rámově životě. Prvním dílem je Bálákánda, který líčí Rámovo narození, dětství a sňatek se Sítou. Druhý díl s názvem Ajódhjakánda je věnován událostem v Ajódhi, které přiměly Rámu odejít do lesního vyhnanství. Aranjakánda je věnována životě ve vyhnanství a unesení Síty rákšasou Rávanou. Čtvrtá část – Kiškindhjákánda – líčí setkání Rámy s Hanumánem a Rámův pobyt u opičího lidu. Zatímco pátá část zvaná Sundarakánda vypráví o hrdinství Hanumána a příchodu Rámy a opičího vojska na Lanku, šestý díl, Juddhakánda, se věnuje již samotné bitvě mezi Rámovými a Rávanovými vojsky. Poslední, sedmá kánda s názvem Uttarakánda, popisuje Rámův návrat do Ajódhji, opětovné spojení a následné rozejití se Sítou a Rámův odchod na nebesa.
Mezi hlavní postavy eposu patří Ráma, jeho manželka Síta a bratři Bharata a hlavně Lakšmana. Dále opičí král Sugríva a jeho věrný rádce Hanumán. Z rákšasů vyniká zejména Rávana a jeho syn Indradžit.

### Bálákánda

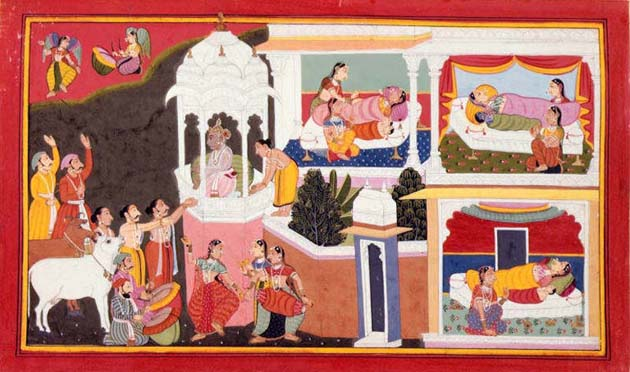
Narození Dašarathových synů (malba, Udajpur, 1712)

Dašaratha z rodu Raghuovců byl králem Kóšalí, jehož hlavním městem byla Ajódhja. Byl velmi oblíben mezi svými poddanými i vazaly, avšak sám byl zarmoucen, neboť stále neměl potomky i přesto, že měl tři manželky (Kausalju, Sumitru a Kaikéjí). Na radu svých ministrů se rozhodl uspořádat ašvamédhu, velkou oběť koně, aby si tak zajistil přízeň bohů. Velký obětní rituál se konal tři dny a král během ní rozdal ohromné bohatství. Mudrc Ršjašrnga, který byl z daleka přizván ke slavnosti, králi prorokoval, že se mu narodí hned čtyři synové.
Celá slavnost se konala v době, kdy se všichni bohové sešli u Brahmy a prosili ho o radu, jak mají zdolat Rávanu, krále rákšasů, jehož síla ohrožovala všechny tři světy. Rávana totiž kdysi žil tisíce let asketickým životem a díky přísné askezi si na Brahmovi vyžádal, aby ho nemohl zabít žádný bůh, gandharva, jakša, démon či jiný polobožský tvor. Jen na člověka ve své pýše zapomněl. I poprosili bohové Višnua, který už kdysi zachránil svět díky svým vtělením, aby se vtělil do některého z Dašarathových synů a zachránil svět před zánikem. A Višnu slíbil, že tak učiní.
A tak se na Zemi stalo, že v závěru ašvamédhy vystoupila z obětního ohně zářící bytost, která podala Dašarathovi misku rýže s instrukcí, že tato rýže má být rozdělena rovným dílem mezi jeho tři manželky. Dašaratha tak učinil a za nedlouhou všechny tři manželky počaly. Kausalja počala Rámu, Sumitra porodila dvojčata Lakšmanu a Šatrughnu a Kaikéjí Bharatu. Mezitím se dali do plození i bohové, kteří zplodili tisíce synů v podobě opic včetně udatných bojovníků jako je Hanumán, syn Vájův či Níla, syn Agniho. Tento opičí národ se usadil na jihu země a čekal, až za nimi přijde Ráma, aby je povolal do svých služeb.

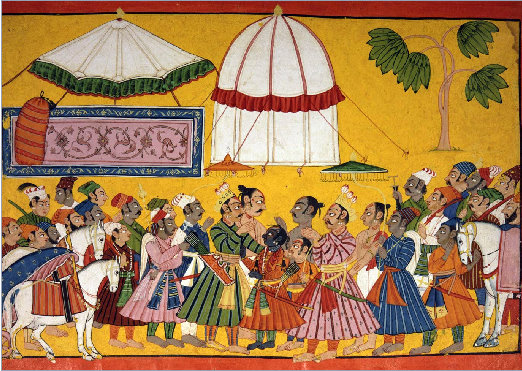
Džanaka vítající Dašarathův rod (malba, Džammú a Kašmír, 1700–1710)

Ráma i jeho bratři v královském paláci obdrželi vzdělání ve válečnictví i znalosti véd. Z Rámy a jeho bratra Lakšmany se stali nerozluční druhové, stejně tak z Bharaty a Šatrughuna. Rámovi ještě nebylo 16 let, když do paláce přišel světec Višvámitra, který žádal o pomoc proti dvěma rákšasům Máríčovi a Subáhovi, kteří narušují jeho meditace. Ráma s Lakšmanou se proto vydali oba rákšasy zabít. Než světec oba bratry odvedl zpět k otci, Višvámitra je vzal do Mithily, sídla krále Džanaky, aby tam mohli spatřit zázračný Šivův luk, zatímco Višvámitra bude vykonávat oběti. Tento luk svěřili bohové Džanakovým předkům do úschovy poté, co byl zabaven Šivovi, který jím ohrožoval ostatní bohy. Nikdo jej nemohl napnout, a proto Džanaka slíbil, že ten, kdo luk napne, získá za manželku jeho dceru Sítu.
V Mithile Ráma požádal, zda by směl tento zázračný luk spatřit. Džanaka svolil a dal přinést luk. Ráma jej pozvedl, natáhl a zlomil vejpůl, čímž si zasloužil ruku Síty. Na velkolepou svatbu do Mithily dorazilo mnoho lidí v čele s královským průvodem Dašarathy a jeho syny Bharatou a Šatrughou. Aby byl svazek mezi oběma královskými rody co nejpevnější, oženil se Lakšmana s Urmilou, druhou Džanakovou dcerou, a Bharata a Šatrugha se oženili s dcerami Džanakova bratra. Po této čtyřnásobné svatbě se všichni čtyři bratři i s manželkami vypravili do Ajódhji. Po jejich velkolepém přijetí se Bharata a Šatrugha vydali na dlouhou návštěvu za svým strýcem Judhadžitou.

### Ajódhjakánda

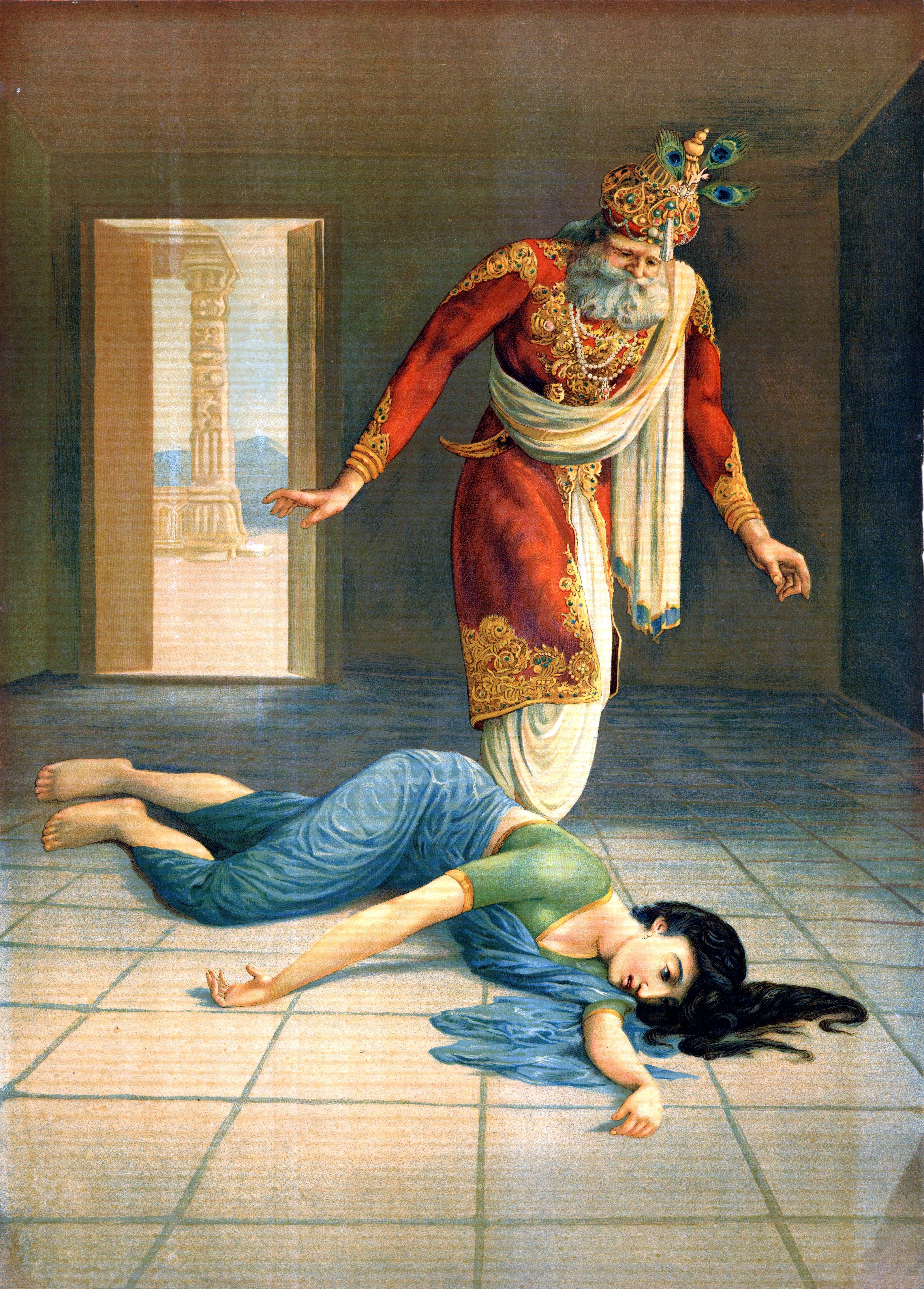
Zdrcená Kaikéjí a Dašaratha poté, co se Kaikéjí dozvěděla, že je Ráma odsouzen ke čtrnáctiletému vyhnanství (olejomalba, Ravi Varma Press, kolem 1895)

Když Ráma dospěl v muže, král Dašaratha se rozhodl, že mu podstoupí svůj trůn. Ráma, potěšen touto novinkou, šel za svou matkou Kaušaljou, aby ji vše vypověděl. Když se však o této novince dozvěděla i Manthara, zlá služebnice Kaikéjí, běžela za svou paní a přesvědčila ji o tom, že jakmile se Ráma stane králem, bude mu muset ona i její syn Bharata sloužit. Kaikéjí se nakonec nechala přesvědčit a vyžádala si na králi splnění dvou přání, která ji manžel kdysi slíbil poté, co ho Kaikéjí vyléčila po boji s asury. Když Kaikéjí králi sdělila, že si přeje, aby korunoval Bharatu místo Rámy a Rámu ať pošle na čtrnáct let do lesního vyhnanství, král byl zděšen. Po probdělé noci plné zoufalství poslal svého vozataje Sumatru, aby přivedl Rámu i jeho ženu. Jakmile zcela klidný Ráma vyslechl králův verdikt vyhnanství, uklonil se a začal se loučit se svými bližními, aby naplnil králova slova.
Jakmile se Síta dozvěděla o tom, že Ráma bude muset strávit čtrnáct let v lesním vyhnanství, rozhodla se ho následovat. Stejně tak se rozhodl Lakšmana a ani Rámovo naléhání nepomohlo, aby raději oba zůstali v Ajódhji. Ještě téhož dne si všichni tři oblékli roucha asketů a vydali se na cestu. Z Ajódhji vyjeli na voze plném zbraní, které jim věnoval král na obranu před četnými nebezpečími lesní pustiny. Doprovázel je mnohočetný dav včetně celého dvora a Sumatry coby vozataje, jen král zůstal v paláci, přemožen zármutkem. Po odjezdu Rámy král zle vyčinil Kaikéjí za její bezcitná přání. Obrovský dav stále doprovázel Rámu, byť byli daleko od Ajódhji a odmítal ho opustit bez toho, aby se Ráma vrátil do Ajódhji a chopil se trůnu. I vstal Ráma jednou ještě za tmy a s manželkou, bratrem a Sumatrou vyrazili na cestu dlouho před svítáním. Když nesčetný dav zjistil, že je Ráma pryč, dal se do nářku, avšak pak mu nezbylo, než se vrátit do Ajódhji, která se ponořila do smutku.
Když malá skupinka vyhnanců dojeli ke Ganze, Ráma poslal Sumatru i s vozem zpět do paláce. Na druhý břeh Gangy tak už vkročili jen Ráma, Lakšmana a Síta. Šli podél řeky, až došli k posvátnému místu, soutoku Gangy a Jamuny. Tam se nacházela řada příbytků asketů včetně příbytku slavného askety Bharavádže, který Rámovi a jeho dvěma druhům poradil vhodné místo pro přečkání oněch 14 let. Nacházelo se při svahu hory Čitrakúta. Jakmile tam došli, Lakšmana postavil příbytek a všichni tak započali svůj čtrnáctiletý pobyt v lesním vyhnanství.
Když se Sumatru vrátil do Ajódhji, král ho ihned přijal. Vyslechnuv Sumatrovo líčení cesty a Rámovo odhodlání splnit otcův příkaz, po dlouhé srdceryvné řeči upadl do bezvědomí a brzy na to zemřel. Pak bylo urychleně vysláno poselstvo k Bharatovi, který stále děl u Judhádžita, aby se okamžitě vrátil domů. Bharata proto neváhal a vydal se do Ajódhji. Jakmile mu jeho matka vše vypověděla, Bharata upadl v žalostný nářek. Zle matce vyčinil a všem přítomným vysvětlil, že nikdy nechtěl být králem a že jedině Ráma je právoplatný následník královského trůnu. Poté, co pohřbil svého otce, vydal se s obrovským průvodem na cestu za Rámou, aby jej přiměl k návratu na královský trůn.

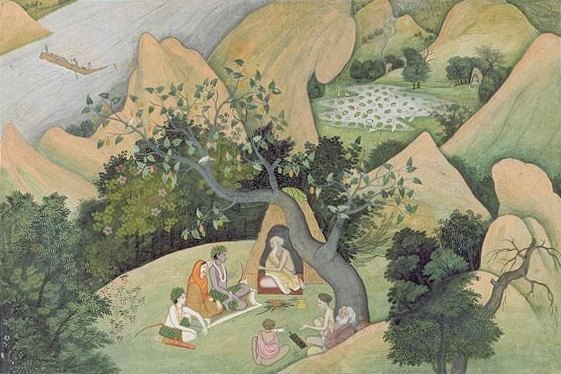
Ráma, Síta a Lakšmana v jednom z ášramů (malba, kolem 1780)

Po dlouhé cestě průvod dorazil k Rámově příbytku. Bharata spravil Rámu o tom, že Dašaratha zemřel a prosil Rámu, ať se vrátí do Ajódhji a spravedlivě vládne. Ráma padl k zemi, zdrcen zprávou o otcově smrti, a šel k řece vykonat oběť za svého zemřelého otce. Bharata poté opět naléhal ba i vyhrožoval Rámovi, aby se vrátíl do Ajódhji vládnout, avšak Ráma byl neoblomný. Připomněl Bharatovi, že oba musí dodržet králův příkaz. Bharata si proto vyžádal Rámovy sandály a nasadil si je na hlavu na znamení toho, že je Rámovi zcela podřízen. Celý průvod se vydal nazpět do Ajódhji, sandály byly celou cestu pod královským slunečníkem, aby tak symbolizovaly, kdo je skutečným vládcem. Po nějaké době se Ráma rozhodl, že je čas jít dál. Hora Čitrakúta mu totiž neustále připomínala bratra a další příbuzné, kteří s ním přišli, i vydal se se Sítou a Lakšmanou opět na cestu hledat nový domov.

### Aranjakánda
Trojice asketů šla za novým životem tak dlouho, až došla do dandackých lesů, které obývaly šelmy, hadi, ptáci a několik asketů. Brzy po jejich příchodu se jim postavil do cesty rákšasa Virádha, kterého kdysi proklel bůh Kuvára a jedině Ráma ho mohl z jeho neblahého osudu rákšasy vysvobodit. Ráma s Lakšmanou jej přemohli, vykopali jámu, Virádhu do ní hodili a pohřbili ho. Virádha se tak mohl vrátit do své polobožské podoby. Před svou smrtí je poslal za asketou Sarabhangou bydlícím nedaleko. Když k němu trojice dorazila, asketa s nimi promluvil a poté opustil tento svět a vstoupil na nebesa, protože právě splnil úkol, který si sám uložil – spatřit Rámu. Trojice pak putovala od ášramu k ášramu a všude nějaký čas pobyla. Po deset let putovali v lesích Dandaky sem a tam a zajišťovali tak asketům bezpečnost, protože žádný rákšasa se tehdy neodvážil rušit rozjímání asketů a riskovat tak setkání s Rámou a jeho bratrem.

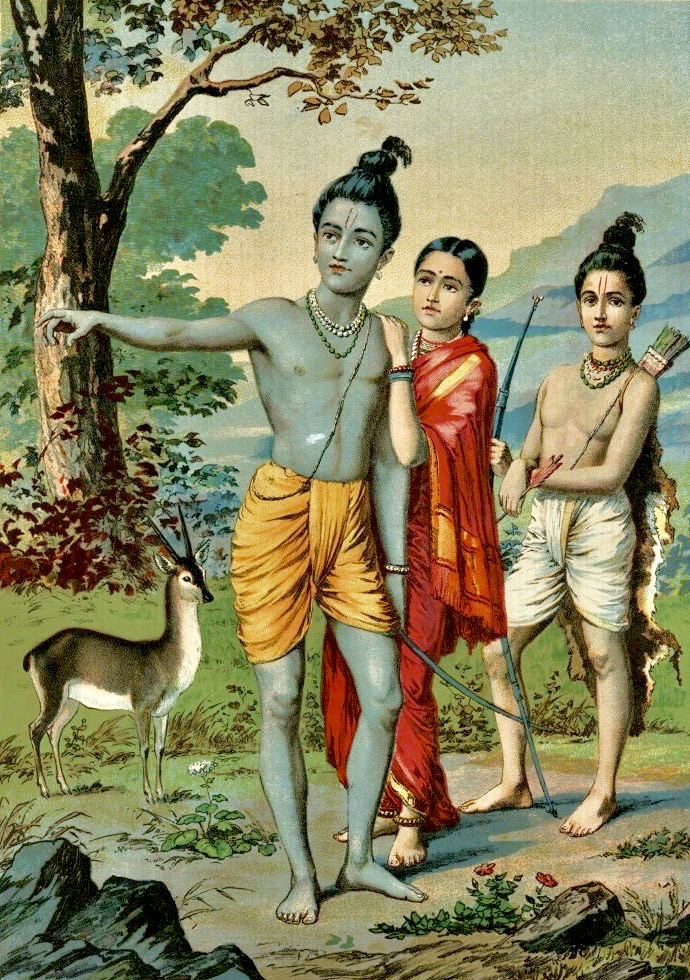
Ráma, Síta a Lakšmana v lesní pustině (malba, kolem 1920)

Jednoho dne se trojice vyhnanců rozhodla jít vzdát poklonu Agastjovi, největšímu asketovi široko daleko. Agastja je už očekával a po obvyklých zdvořilostech daroval Rámovi luk, který kdysi patřil Višnuovi a četné zázračné šípy, které nikdy neminuly cíl. Ráma dary s vděčností přijal a otázal se Agastji, kde by podle něj měli strávit zbytek vyhnanství. Agastja jim poradil dvě jódžany vzdálené místo zvané Paňčávatí u řeky Gódávarí. I vydal se Ráma se Sítou a Lakšmanou tím směrem. Cestou potkali supa Džatáju, synovce samotného Garudy, který Rámovi slíbil, že bude chránit Sítu děj se co děj, což Ráma s vděčností přijal. Když trojice dorazila do Paňčávatí, Lakšmana postavil jednoduché obydlí z hlíny a bambusu a všichni tři se zde usadili v domnění, že zde budou moci v klidu přečkat zbytek vyhnanství.
Jednoho dne s k Rámově chatrči přihnala démonka Šúrpanakha, sestra Rávany, a zahořela po Rámovi milostnou touhou. Nabídla mu sňatek, avšak Ráma zdvořile odmítl a nabídl jí za manžela bratra Lakšmanu. Když i ten odmítl, Šúrpanakha se strašlivě rozněvala a chystala se sežrat Sítu a poté přimět Rámu násilím, aby se stal jejím mužem. Jakmile se vrhla na Sítu, Lakšmana neváhal a uťal ji nos a obě uši. Šúrpanakha s hrozivým řevem utekla zpět do lesů. Zastavila se až v Džanastháně, kde sídlil její bratr Khara, a vše mu vypověděla. Khara ihned vyslal proti Rámovi čtrnáct démonů, aby se jeho neblahá sestra mohla ještě tentýž den nasytit Rámovy krve. Ráma však všechny démony pobil a Khara se rozhodl, že jej zabije sám. Shromáždil armádu o čtrnácti tisících rákšasech a vyjel s nimi zabít Rámu.
Ohromná bitva, na kterou se přišli podívat mnozí gandharvové, ršiové i siddhové, se tehdy odehrála před Rámovým ášramem. Zatímco Lakšmana ochraňoval Sítu, Ráma zdolával démony jednoho po druhém, až zbyl jen Khara a jeho pomocník Triširasa. V následném prudkém boji Ráma usmrtil nejdříve Triširasu a poté i Kharu. Sám vyvázl z boje jen se zraněním. Jakmile Khara zemřel, země se zachvěla a Rámovi přišli blahopřát mnozí asketi v čele s Agastjou.
I když se zdálo, že jsou všichni démoni vyhubeni, bitvu přece jen přežil jeden démon. Jmenoval se Akampana a poté, co byl svědkem smrti Khary, se vydal na Lanku, kde sídlil Rávana, a vše mu podrobně vypověděl. Sdělil mu rovněž, že Rámu nelze přemoci v otevřeném boji, avšak lze jej zničit tím, že Rávana unese jeho manželku Sítu, kterou Ráma bezmezně miluje. Rávana poslechl rady Akampany a vydal se na místo, kde Ráma porazil armádu rákšasů. Mezitím se tam usadil rákšasa Máríča, který dobře věděl o Rámově síle a Rávanu od jeho úmyslu unést Sítu odradil. Po návratu Rávany na Lanku ho začala přemlouvat sestra Šúrpanakha, která se vysmívala jeho zbabělosti a nabádala ho, aby únos Síty uskutečnil. Rávana se tedy znovu vydal k Máríčovi a tentokrát se jím už nedal přesvědčit, aby od únosu upustil. Nařídil Máríčovi, aby se proměnil ve zlatou gazelu a potuloval se v okolí Rámova obydlí. Rávana předpokládal, že jakmile Síta gazelu spatří, zatouží po ní a pošle bratry ji ulovit; když bude osamocena, bude pro Rávanu snadnou kořistí.

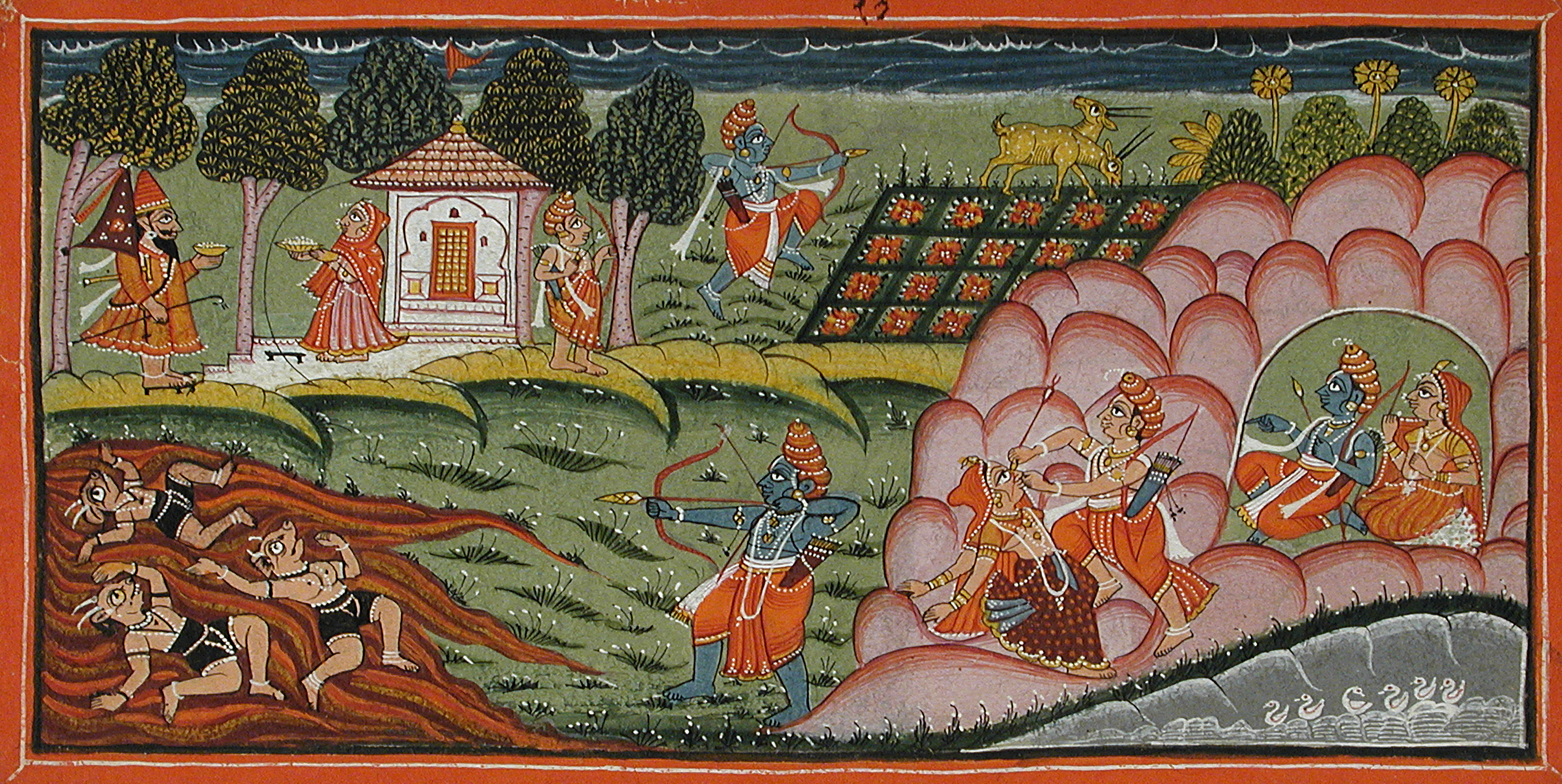
Vlevo nahoře Rávana se Sítou; vpravo nahoře Ráma honící zlatou gazelu; dole Lakšmana pobíjející rákšasy (1775–1800)

Máríča věděl, že kvůli tomu zemře, avšak musel poslechnout a udělal, co mu Rávana nařídil. Když Síta gazelu spatřila, poprosila Rámu a Lakšmanu, ať ji uloví. Lakšmana však pojal podezření, že se jedná o převlečeného démona, a proto se na lov gazely vydal pouze Ráma, zatímco Lakšmana zůstal v chatrči se Sítou. Rámovi se podařilo gazelu zabít až po dlouhé době. Zatímco však gazela umírala, opět se proměnila v Máríču, který z posledního dechu zařval mocným hlasem, který silně připomínal hlas Rámův. Síta, která i v daleké chatrči uslyšela tento řev, dostala o Rámu strach a poslal za ním Lakšmanu. Ten ji i přes počáteční protesty nakonec musel poslechnout. Jakmile Síta osaměla, Rávana na sebe vzal podobu potulného askety a přikročil k Sítě s prosbou o almužnu. Brzy však na sebe vzal svou vlastní podobu deseti hlavého obra a naléhal na Sítu, aby si jej vzala za muže. Razantně odmítla, načež ji Rávana násilím odvlekl do svého nebeského vozu a začal ujíždět na jih.
Síta za jízdy křičela na všechny strany. Když uviděla na stromě spícího Džatájua, zakřičela na něj a on se probudil, vznesl se do výše a začal Rávanovi domlouvat, ať Sítu pustí. Když Rávana odmítl, Džatáju na něj zaútočil. Po dlouhé bitvě mu nakonec Rávana usekl obě křídla a nohy a Džatáju se zřítil k zemi takřka mrtev. Síta cestou ještě spatřila pět opic, i hodila jim svůj šátek tak, aby si toho Rávana nevšiml. Když přistáli v Rávanově paláci, Rávana ji chtěl okouzlit svým bohatstvím a docílit toho, aby se mu poddala, statečná Síta však zůstala věrna svému muži. Mezitím Ráma prohlédl léčku a utíkal, seč mu síly stačily, zpět do ášramu. Cestou potkal Lakšmanu, kterému vyčinil za to, že Sítu opustil, a do prázdného ášramu pak dorazili společně. Hledali Sítu po celém kraji, až našli polomrtvého Džátajua, který jim vypověděl, že Sítu unesl Rávana a mířil s ní k jihu.
Oba bratři se tedy vydali na jih, když se jim do cesty postavil mocný rákšasa a chtěl je oba sežrat. Bratři mu usekli obě paže a bezmocný démon poté vypověděl, že byl kdysi polobohem, avšak asketa Sthúlaširas jej prokel, takže na sebe musel vzít podobu rákšasy a konat děsivé skutky. Ráma je jediný, kdo ho může osvobodit. Stačí, když jeho tělo spálí v ohni. Ráma s Lakšmanou ho tedy spálili. Z ohně pak vyšla zářící bytost a řekla Rámovi, že pokud chce Sítu najít, musí dojít k jezeru Pampa, kde se nachází hora Ršjamúka, kde se čtyřmi společníky žije opičí král Sugríva. Ten bude vědět, kde Sítu hledat. Bratři se zaradovali a vydali se jižním směrem k této hoře.

### Kiškindhjákánda

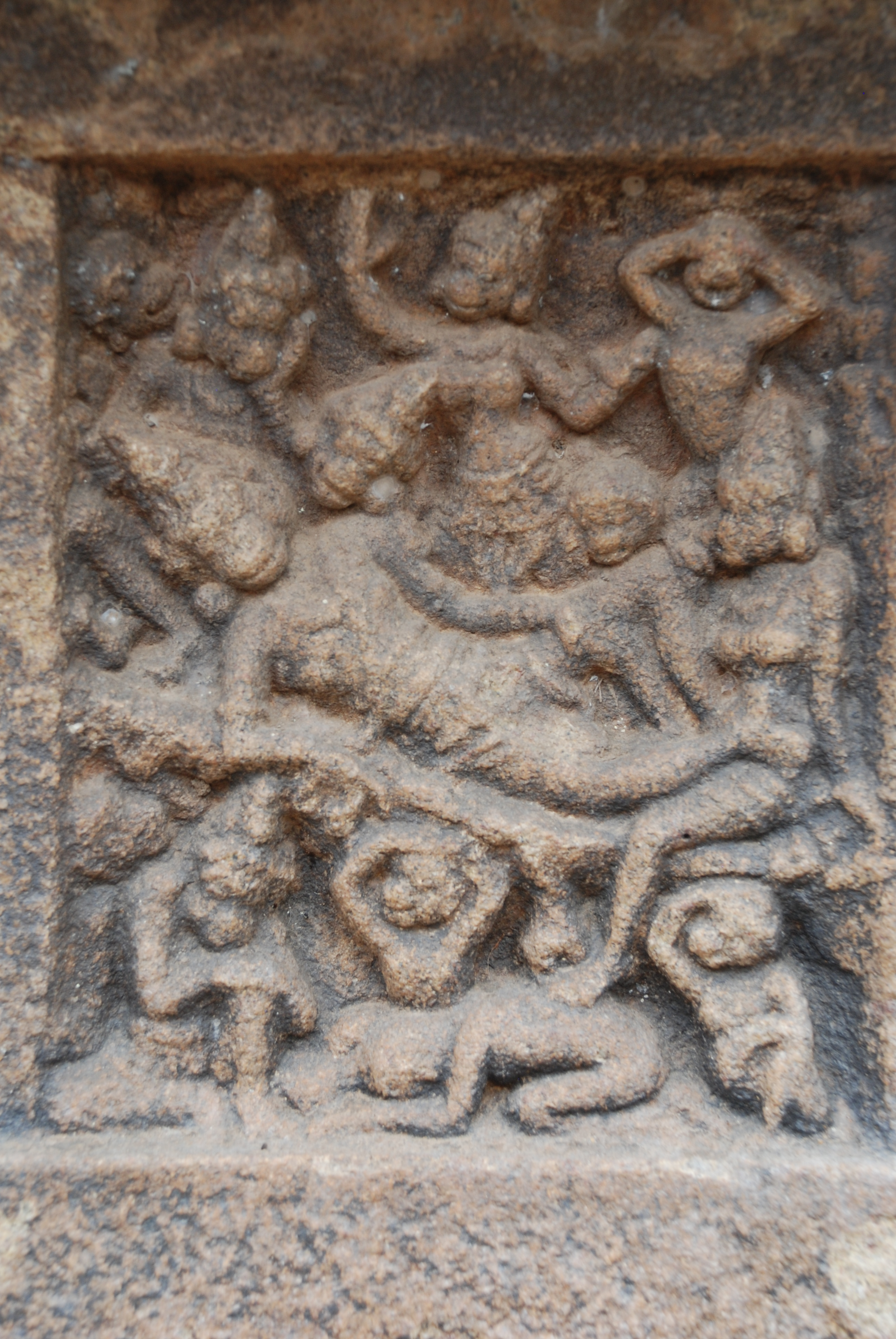
Umírající Válí (uprostřed) s manželkou Tárou, synem Angadou, Rámou a Lakšmanou (kamenný reliéf, Tamilnádu)

Když bratři dorazili na břeh jezera Pampy, byli uneseni jeho krásou. Zatímco kráčeli po jeho březích, z vrcholku hory je pozoroval opičí král Sugríva. Vyslal svého věrného rádce Hanumána, aby vyzvěděl, kdo tito dva cizinci jsou a co pohledávají v jeho zemi. Když mu oba bratři po pravdě vše vylíčili, Hanumán se vrátil zpět na vrcholek hory za svým králem a vše mu přetlumočil. Na to Sugríva sešel z hory a uzavřel s Rámou přátelství. Vypověděl mu o šátku, který Síta upustila, když ji unášel Rávana, a ukázal jej dojatému Rámovi. Poté Rámovi slíbil, že mu pomůže Sítu najít. Ráma se na oplátku zavázal, že pomůže Sugrívovi v čem si jen bude přát.
Sugríva na oplátku chtěl, aby Ráma přemohl jeho bratra Válího, který mu neprávem sebral manželku i trůn v Kiškindě. I když Váju patřil k nejsilnějším bytostem na Zemi, Ráma se ho nezalekl a souhlasil, že jej zabije. Předvedl pochybovačnému Sugrívovi svou sílu a vyslal ho k Vájovi, aby jej vyzval na souboj. Sugríva tedy došel před brány města Kiškindy a křikem bratra vyzýval k souboji, zatímco Ráma s Lakšmanou byli schováni za stromem, aby mohli Váju usmrtit svými šípy. Když se Váju přihnal, okamžitě zaútočil na Sugrívu. Ráma však nemohl do boje zasáhnout, když viděl, že bratři jsou od sebe k nerozeznání. Sugríva proto raději utekl na horu Ršjamúka, kde Váju nemohl vkročit. Na hoře se král s Rámou a jeho bratrem opět setkali; Ráma řekl Lakšmanovi, ať připevní Sugrívovi kolem šíje rozkvetlou liánu, díky které Ráma oba bratry dokáže odlišit. Lakšmana splnil Rámův příkaz a Sugríva se opět vydal před brány bratrova města.
Válí se opět přiřítil a započal další bratrovražedný boj. Když začaly Sugrívovi docházet síly, Ráma vystřelil svůj šíp a zasáhl Váju tak prudce, že padl bezvládně k zemi. Před smrtí ještě poprosil Rámu, aby dohlédl na jeho nedospělého syna Angadu, kterého zplodil s manželkou Tárou, načež Ráma souhlasil. Když Sugríva viděl svého umírajícího bratra, litoval svého činu a slíbil Rámovi, že Angada se stane jeho nástupcem. Korunovace nového krále včetně slavnostního přislíbení trůnu Angadovi na sebe nedala dlouho čekat. Lakšmana a Ráma se však usadili v horské pustině, aby tam přečkali období dešťů.

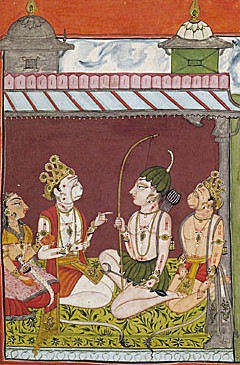
Lakšmana (s lukem) na návštěvě Kiškandě; po jeho levici Sugríva s Tárou, po pravici hanumán (malba, kolem r. 1700)

Období dešťů pomalu ustalo a Ráma začal vyhlížet poselstvo od Sugrívy, které mu mělo přinést zprávy o pátrání po Sítě. Sugríva si však jen užíval se svými ženami a k vyhlášení pátrání po Sítě se neměl. Učinil tak až na domluvu moudrého Hanumána. Sugríva tedy nechal seslat své ohromné vojsko čítající tisíce medvědů a opičáků. Mezitím však Ráma vyslal do královského paláce Lakšmanu, který měl králi připomenout jeho slib. Než Lakšmana došel do paláce, rozhněval se natolik, že zle králi za jeho chování vyčinil. Král a jeho nová choť Tára jej však uklidnili s tím, že vojsko už je na cestě do města a až Rávanu najdou, půjde s Rámou do boje celá opičí a medvědí armáda. Lakšmana se tedy uklidnil a spolu se Sugrívou se vydali za Rámou oznámit mu tuto novinu. Na radu Rámy Sugríva vyslal do všech světových stran své nejlepší vojáky, aby pátrali po Sítě. Jelikož byl Hanumán Sugrívův nejvěrnější a nejlepší rádce, svěřil mu Ráma prsten se svým jménem, aby jej předal Sítě, až ji najde. Snáze si tak získá její důvěru.
Jak minuly týdny, skupiny opičích vojáků se vracely s nepořízenou. Jen Hanumán, který byl se svou družinou vyslán na jih, šel neúnavně dále. Jeho skupina v čele s Agandou cestou porazila jednoho z asurů a cestou se zastavila i v podsvětí, odkud se dostala jen díky pomoci asketky, která střežila tamější končiny. Když pátrací skupina došla až na samý okraj jižního moře, všechny opičáky kromě Hanumána popadlo zoufalství nad jejich marným hledáním a nad tím, že je král ztrestá, až se vrátí s nepořízenou a navíc po lhůtě, kterou jim na pátrání stanovil. Lamentovali nad tím, že nenašli mocného Rávanu, který skolil i Džatájua. V tom k nim přistoupil Sampáti, nebeský pták a bratr Džatájua, který je už nějakou dobu zpovzdálí sledoval. Aganda mu vše vypověděl, jak odvážnou smrtí jeho bratr zemřel, a Sampátí na to prozradil, že Rávana unesl Sítu na ostrov Lanku, který leží za oceánem. Jedině Hanumán však vládl takovou mocí, že mohl přeskočit oceán a přesvědčit se, zda se Síta na Lance skutečně nachází a zda je stále na živu. Vylezl na horu na břehu moře a připravil se ke skoku.

### Sundarakánda

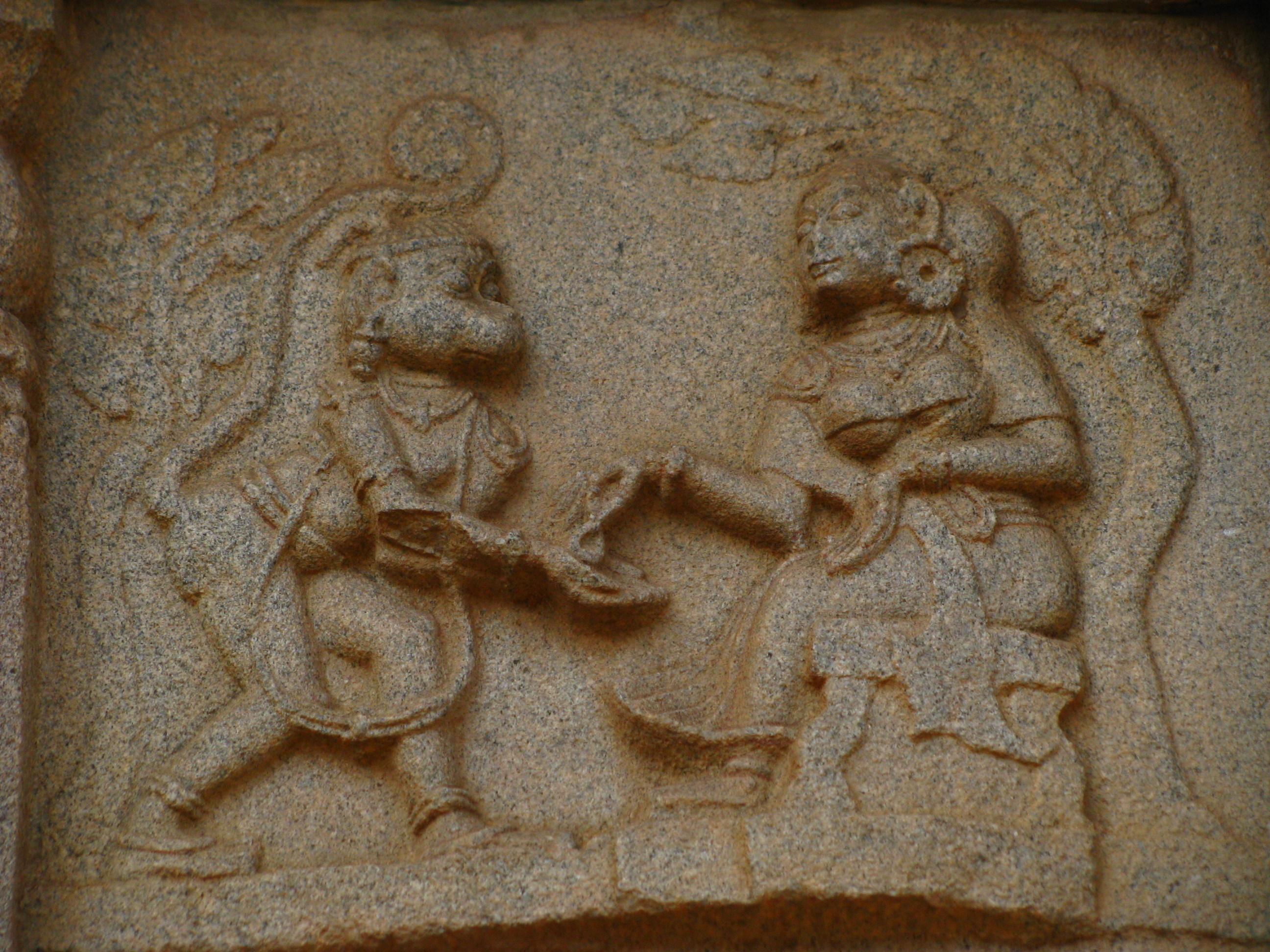
Hanumán podává Sítě Rámův prsten (kamenný reliéf)

Pečlivá příprava Hanumánovi pomohla k tomu, že nabyl obří velikosti a vymrštil se takovou silou, až se hora zachvěla. Letěl nad vodami oceánu a vody pod ním rychle míhaly. Když se mu do cesty postavila rákšasa Sinhika, roztrhal ji na kusy. Když se začaly břehy Lanky přibližovat, Hanumán se opět zmenšil do své normální podoby, aby na sebe nestrhl pozornost lanských obyvatelů. Počkal do setmění a zmenšil se tak, že nebyl větší než kočka, a nepozorovaně vklouzl do města a začal s pátráním po Sítě. Prohledal snad všechny komnaty ve městě, Sítu však ne a ne nalézt. Konečně se před ním objevil obrovský palác pečlivě chráněný strážemi, u kterého stál nebeský vůz Rávany.
Hanumán se vkradl do paláce, jehož chodby byly vyzdobeny drahokamy. Vstoupil do harému, kde poprvé spatřil Rávanu, avšak v opilé dřímotě. V harému Síta nebyla a ani v jiné z komnat. Zbývalo poslední místo, kde by mohla Síta být: ašókový háj za palácem. Jelikož se už rozednívalo, vybral si Hanumán jeden z ašókových stromů a ukryl se v jeho koruně, aby tam přečkal den. Za dne Hanumán konečně spatřil Sítu, kterou poznal podle šperků a její nevídané krásy. Nebyla však vhodná příležitost, aby s ní promluvil. Když se setmělo, přišel za Sítou do ašókového háje Rávana. Hanumán, stále ukryt v korunách, pozoroval, co se bude dít. Rávana nesmírně toužil po tom, aby mu Síta podlehla, ta však statečně odolávala všem jeho nabídkám.

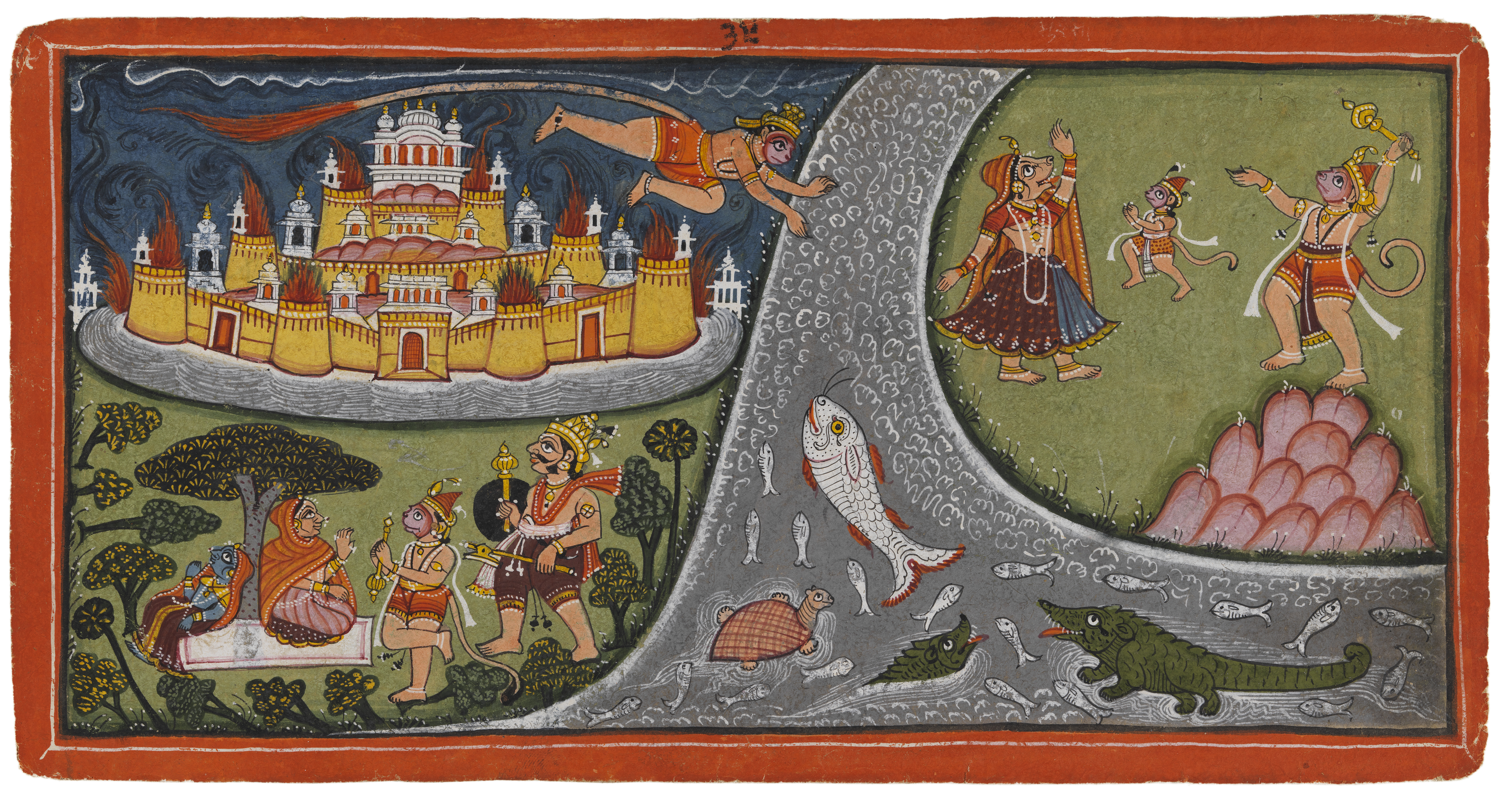
Hanumán zapalující svým ohonem domy na Lance (malba, 1775–1800)

Rávana se ji nemohl zmocnit násilím, protože kdysi si násilím podvolil nebeskou vílu Paňdžikasthalu, která si šla stěžovat Brahmovi a ten na Rávanu uvalil kletbu, podle které se Rávanovi při dalším znásilnění rozletí hlava na tisíc kusů. Rozhněvaný Rávana odešel od Síty se slibem, že za dva měsíce už bude jeho po dobrém či po zlém. Když Síta osaměla, Hanumán se přemístil do koruny stromu, pod kterým Síta seděla, a vyprávěl ji příběh o tom, jak se tam dostal a sdělil ji, že ji Ráma brzy vysvobodí, načež ji předal Rámův prsten. Síta mu po počáteční nedůvěře uvěřila a poslala po něm Rámovi vzkaz, ať si pospíší. Aby opičímu poslu Ráma uvěřil, řekla mu příhodu, kterou znala jen ona a Ráma, a dala mu šperk ze své hlavy. Hanumán se sní rozloučil a vydal se na cestu zpět.
Když nepozorovaně vyklouzl z města, řekl si, že by měl ještě nepřátelům předvést svou sílu, která by obyvatele Lanky vystrašila a byli pak snáze porazitelní Rámovou armádou. I nabral na sebe Hanumán obří podobu a zpustošil ašókový háj, rozdrtil stráže a postavil se před palác, čekaje na nepřítelovu další reakci. Rávana na něj postupně vyslal osm obávaných synů svého ministra a poté pět svých nejlepších bojovníků, avšak Hanumán je všechny přemohl, obdržeje přitom jen zranění ve tváři. Rávana na něj tedy vyslal svého syna Akšu. Ten prostřelil Hanumánovu hlavu třemi šípy, avšak Hanumána nemohla zabít žádná zbraň díky milosti, kterou mu kdysi dal Brahma. Hanumánovi se brzy podařilo Akšu zabít a Rávana na něj vyslal svého nejstaršího syna Indradžita. Ten pomocí meditace prohlédl, že Hanumán nemůže být zabit zbraní, i mrštil po něm kouzelnou smyčkou, která ho spoutala a znehybněla.

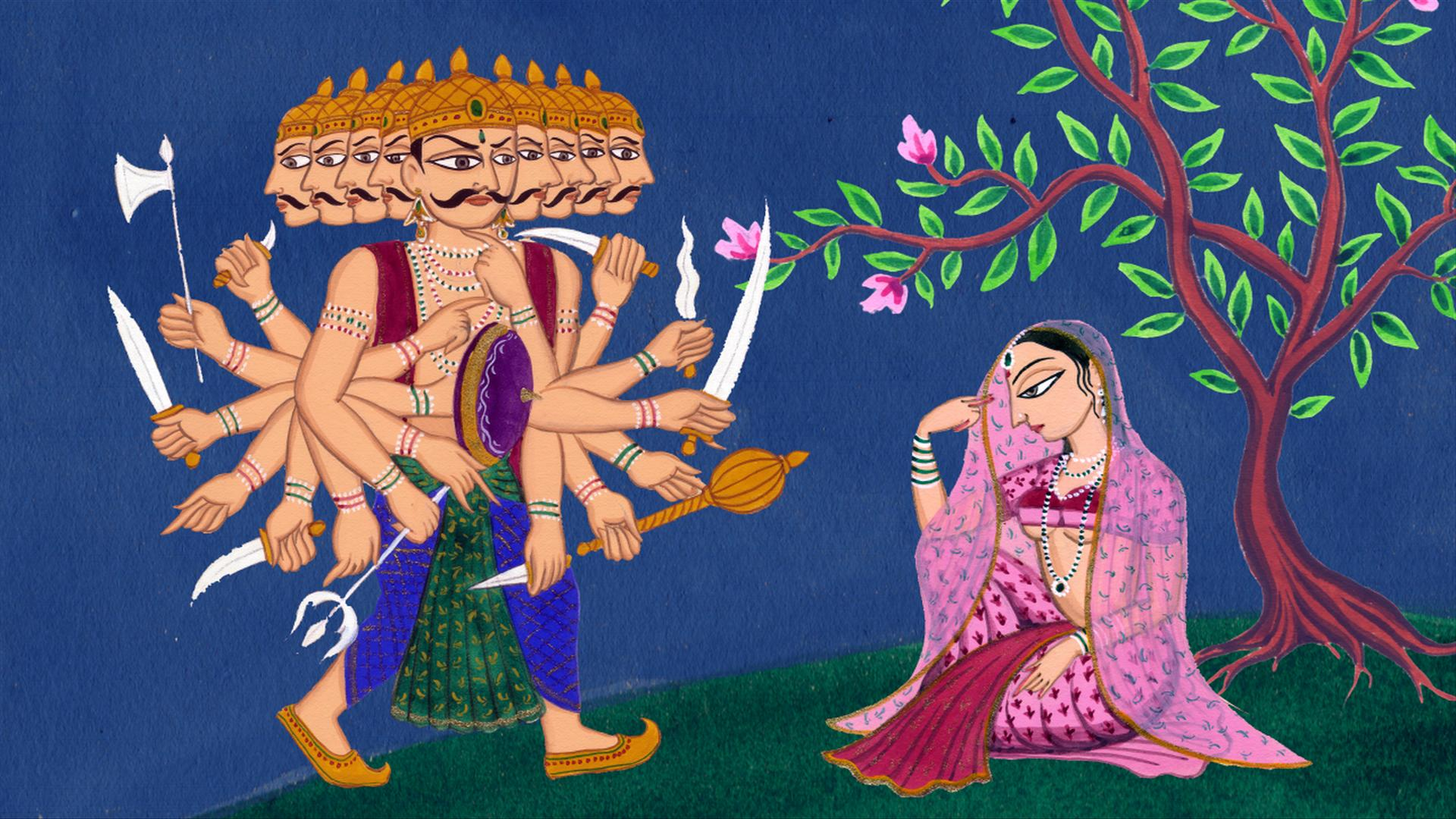
Rávana se Sítou v ašókovém háji

Rákšasové předvedli Hanumána před Rávanu. Hanumán mu vypověděl, že bude pykat za své činy a že mocný Ráma přijde s obrovskou armádou a všechny rákšasy pobije. Dával Rávanovi zároveň naději na život, pokud se okamžitě vzdá a Sítu vrátí. Rávana odmítl a nechal Hanumánovi zapálit ocas a vyprovodit jej z města. Nezabil ho jen proto, aby nesklidil hanbu za zabití posla. Naopak Hanumán provazy nepřetrhl a neutekl jen proto, aby si lépe prohlédl město. Když se Síta dozvěděla o Hanumánově potupném trestu, přimluvila se u boha ohně Agniho, aby oheň Hanumánovi neublížil. Když si Hanumán prohlédl celé město, zbavil se pout a skákal ze střechy na střechu, dokud nepodpálil takřka celé město. Poté se mohutným skokem přenesl na břeh oceánu a uhasil v něm svůj hořící ocas. V tom si však uvědomil, že požár mohl ublížit i Sítě, proto se ještě jednou mohutným skokem přenesl do města, aby se přesvědčil, že je Síta v pořádku. Poté se vrátil zpět na pevninu ke svým druhům, kterým řekl, že Sítu našel a že je v pořádku.
Hanumánova družina se ihned vydal na cestu zpět. Těsně před Kiškindhou ještě opičáci stihli vyplenit králův Medový háj a opít se do němoty. Na to se už vydali rovnou do města, kde Hanumán vše vypověděl Rámovi a předal mu Sítin šperk.

### Juddhakánda

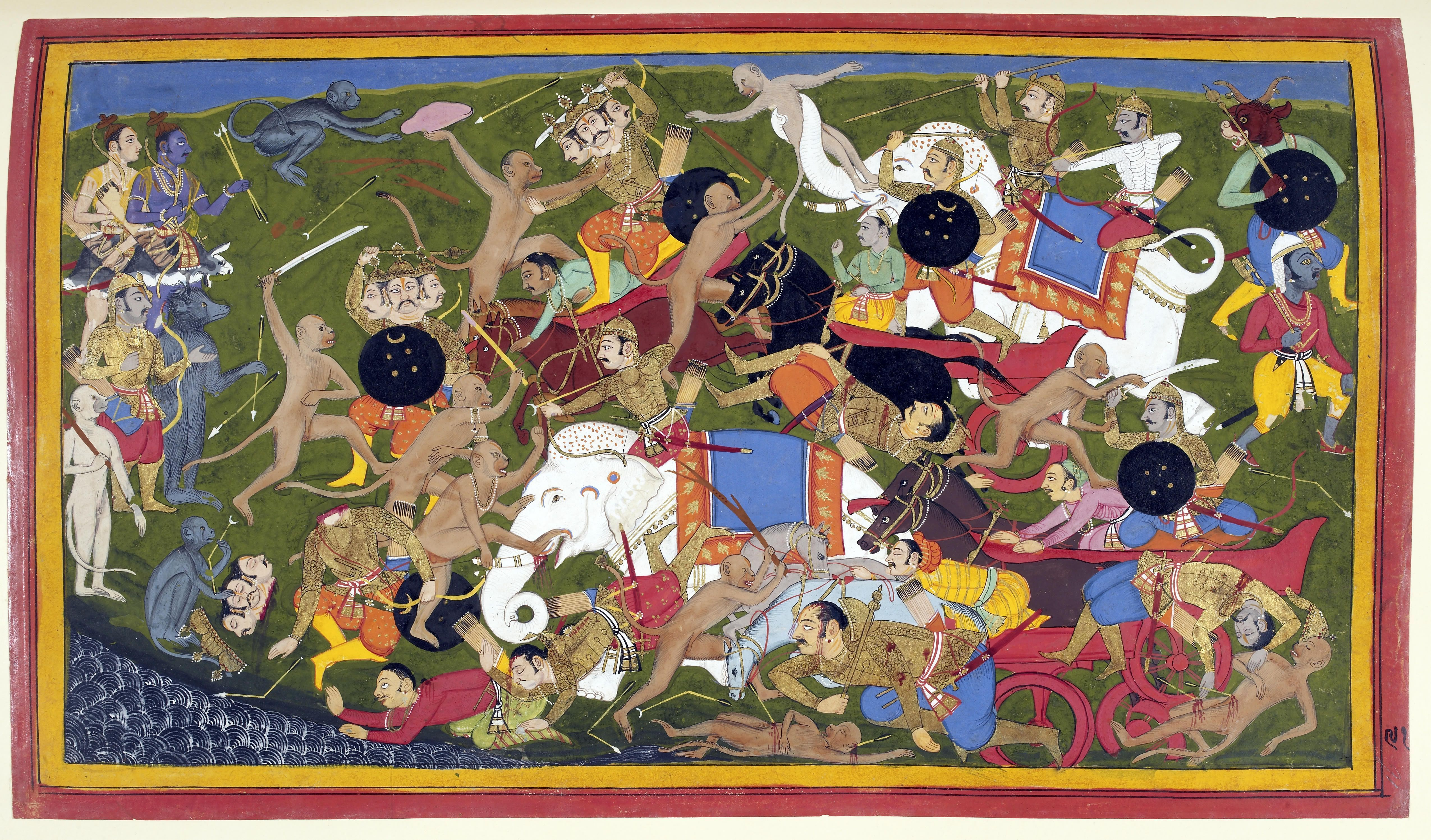
Válečná vřava mezi armádou Rámy a rákšasy (Udajpur, 1649-53)

Ráma brzy po vyslechnutí Hanumána vydal vojsku pokyn k pochodu. Hanumán jej vzal na záda, zatímco Lakšmanu nesl Aganda. Šli ve dne i v noci a brzy dosáhli jižního moře, kde se armáda utábořila a velitelé zasedli k poradě, jak překročit moře. Mezitím svolal k poradě své ministry a významné rákšasy i Rávana. Jeho mladší bratr Vibhišána mu moudře radil, aby vrátil Sítu Rámovi, a vyhnul se tak válce, která přinese obrovské oběti. Rávanu však už milostná touha pohltila natolik, že nebyl schopen dobrovolně Sítu vydat a poslal Vibhišánu pryč. Svolal na palácové nádvoří své nejvýznamnější ministry a bojovníky včetně svého dalšího bratra a zadal příkazy k chystání války. Na tomto shromáždění opět Vibhíšana domlouval králi, ať Sítu vrátí Rámovi. Rávana ani tentokrát nepovolil a Vibhíšana se vznesl vysoko nad město a následován čtyřmi věrnými služebníky odletěl na druhý břeh oceánu, kde tábořila opičí vojska.
Opičí velitelé však byli nedůvěřiví k přiletícímu rákšasovi, avšak Ráma mu uvěřil a vzal jej pod svou ochranu, jak mu přikazoval prastarý zvyk. Ráma se Vibhíšany vyptával na přednosti a slabiny Rávany. Ráma, poznav ve Vibhíšanovi moudrou bytost, jej pak za přítomnosti opičích králů jmenoval novým králem Lanky. Na Rámův dotaz, jak mají překročit moře, je Vibhíšana odkázal na Sagaru, mocného boha moře. Tak započaly přípravy k uctění vládce moří, který se však neukázal ani po třech dnech Rámova intenzivního uctívání. Ráma se proto rozzlobil a vstřelil do moře z Višnuova luku Brahmův meč, který rozedmul vlny. Na to se vynořil Sagara a prosil Rámu, aby toho nechal, ať raději povolá opičáka Nalu, který je syn božského stavitele Višnukarmana a dovede postavit most až na Lanku. Ráma učinil, co Sagára řekl, a brzy na oceánu vznikl most až k Lance.

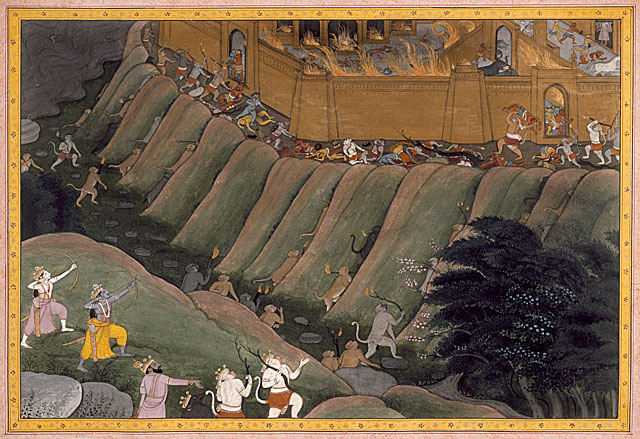
Opičí armády útočící na město (malba, Himáčalpradéš, kolem 1800)

Zatímco se Ráma s opičí armádou připravoval k útoku, Rávana se pokoušel vyslat do opičí armády zvědy, avšak Vibhíšana je vždy odhalil a předvedl před Rámu, který je poslal k Rávanovi. Rávana se ještě pokusil lží o porážce Rámy a jeho armády přimět Sítu k poslušnosti, avšak ta raději žádala, aby ji Rávana usmrtil. Rávana to odmítl a zatímco se odebral s dalšími rákšasy na poradu ohledně obrany města, velitelé opičích armád se rovněž sešli k poradě. Díky Vibhíšanovi a jeho lidem byli dobře informováni o rozmístění obránců města, mohli tedy s rozmyslem naplánovat útok, který měl začít druhý den.
Příštího rána opičí armáda obklíčila město. Ráma však ještě nedal povel k útoku a vyslal za Rávanou Angadu se vzkazem, že má poslední možnost se vzdát a uchránit tak všechny rákšasy včetně sebe před záhubou. Rávana i tentokrát odmítl a Dašarathův syn vydal pokyn k útoku. Nastala ohromná vřava, která trvala celý den i celou noc. Druhého dne, kdy stále probíhaly těžké boje, si Rávanův syn Indradžit řekl, že přišel čas začít kouzlit. Vznesl se do výše a učinil se neviditelným. Vystřelil obávanou Brahmovu smyčku po Lakšmanovi a Rámovi, která je oba spoutala. Poté jejich těla zasypal deštěm šípů a oba bratři padli nehybně na zem. Totéž učinil i s Nílou, Angadou a dalšími význačnými válečníky. Když Sugríva spatřil oba bratry ležet v kalužích krve, začal zoufat, avšak Vibhíšana mu vrátil naději sdělením, že sama bohyně Lakšmí stojí u obou bratří a nenechá je zemřít.
Když se Rávana doslechl o smrti obou bratrů, přikázal svým démoním manželkám, aby naložily Sítu na nebeský vůz a z povětří ji ukázaly mrtvého Rámu. Síta ho spatřila ležet v kaluži krve a skutečně na chvíli podlehla dojmu, že je mrtev, avšak moudrá služebná Tridžáta ji spravila o tom, že je pouze v bezvědomí. Lakšmana a Ráma byli však těžce raněni a když Sugríva s Vibhíšanou uvažovali, co s nimi, sletěl z nebes Garuda, dotkl se obou bratří a ti opět ožili a nabyli síly. Když se Rávana dozvěděl o uzdravení obou bratří, začal na ně posílat své nejlepší rákšasy, avšak Hanumán, Angada, Níla, Ráma a Lakšmana je postupně všechny pobili. Rávana se proto proti nim vydal sám a z počátku se mu i dařilo v boji proti Hanumánovi a Lakšmanovi, které zranil, avšak když do boje vstoupil i Ráma, Rávana se dal na útěk zpět do města. Tam se dal do přemýšlení a vymyslel jediné: vzbudit ze spánku nejsilnějšího z rákšasů, svého mocného obřího bratra Kumbhakarnu.

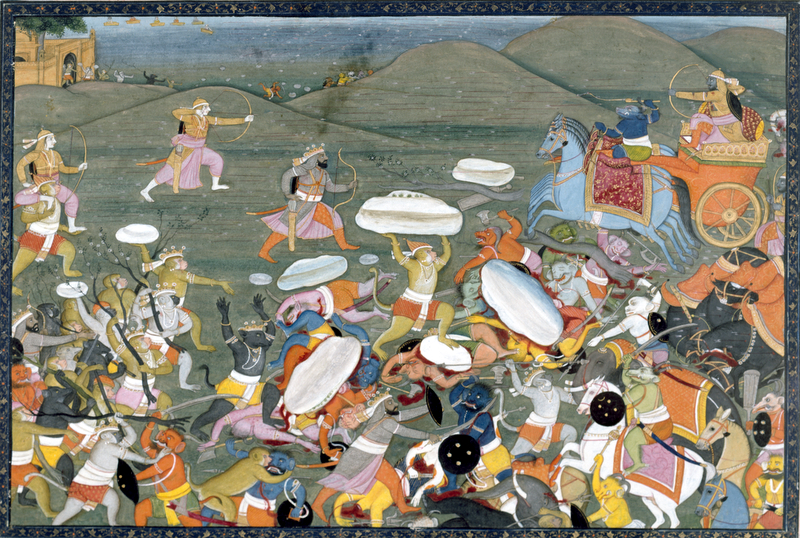
Lakšmana v zápase s Indradžitem (malba, Indie, 1775–1800)

Kumbhakarna bydlel ve strašlivé jeskyni, kam ho přišlo vzbudit královo poselstvo. Když je vyslechl, zašel za svým bratrem do paláce, se kterým promluvil, a poté už na nic nečekal a vrhl se na opičí vojsko. To začal zuřivě pobíjet a po tuctech pojídal jejich těla. Šeredně zranil Hanumána, avšak Sugríva mu brzy uťal nos a obě uši. V následném prudkém boji s Rámou přišel obr o obě ruce, nohy a nakonec i hlavu. Rávana byl zdrcen smrtí dalšího bratra a vyslal na Rámu své čtyři syny. I ti však byli zahubeni a Rávana vyslal na Rámu svého nejstaršího syna Indradžitu. Ten opět využil svých kouzelnických schopností a srazil k zemi svou nebeskou zbraní všechny význačné protivníky včetně Rámy a Lakšmany, kteří tu opět leželi jako bez života. Jeho zbrani unikl pouze Hanumán s Vinhíšanou.
Velitel medvědího vojska, který byl oslepen Indradžitovou zbraní, Hanumánovi poradil, aby zaletěl do Himálaje a nasbíral tam léčivé byliny, které dokáží vyléčit i mrtvé. Hanumán nezaváhal a mohutným skokem se vznesl do výše a už se blížil k vrcholům Himálaje. Našel onu horu, avšak byl netrpělivý ve sbírání bylin, proto vyrval celý vrchol hory a zaletěl s ním na bojiště. Jakmile se vůně bylin roznesla po bojišti, Rámovi válečníci povstali živi a zdrávi, připraveni opět k boji. Hanumán pak zaletěl horu vrátit. Opičí a medvědí armády opět zaútočili na město. Indradžit si však tentokrát vymyslil novou lest: vykouzlil věrnou podobu Síty a před zraky opičí armády a Hanumána ji uťal hlavu. Opičáci polevili v boji a rákšasové tak začali získávat na převaze. Vibhíšana však vysvětlil, že to byla jen další lest a že Indradžit získává své kouzelnické schopnosti díky obětem, které přináší bohům. Opičí vojska proto vtrhla do obětiště Indražita uprostřed obětních rituálů Indradžita, takže byl značně oslaben. Po dlouhém boji Lakšmana svým šípem konečně Indražita zabil.

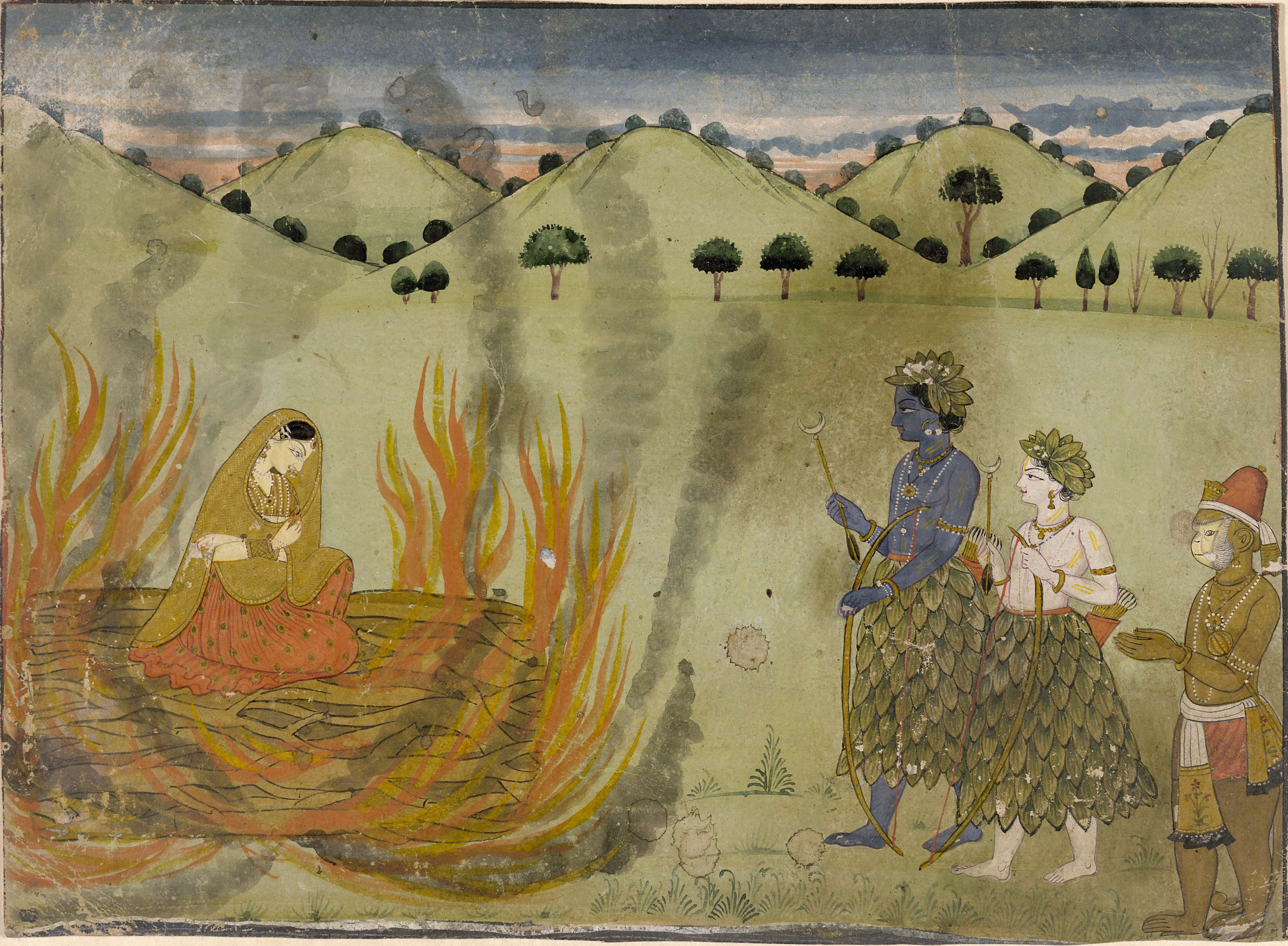
Sítu na hranici sledují (zleva) Ráma, Lakšmana a Hanumán (kolem 1820, Indie)

Když se o tom doslechl Rávana, chtěl zabít Sítu, avšak jeho rádci ho přesvědčili o bezvýznamnosti tohoto činu. Rávana proto vyburcoval zbytky svých vojsk a sám vyjel proti Rámovi. Opičí vojska mu pobila zbytek armády, samotnému Rávanovi se nejdříve postavil Lakšmana, kterého Rávana těžce ranil šípem. Poté přijel i se svým vozem před Rámu. Indra, sledující tento západ z nebes, seslal vlastního vozataje Mátaliho, aby dovezl Rámovi vůz a nové zbraně, aby byl boj rovnocenný. Ráma s potěšením přijal Indrův dar a započal ukrutný boj. Když Ráma ranil Rávanu, jeho vozataj ho začal odvážet pryč. Rávana mu však přikázal vrátit se na bojiště. V době, kdy byli pryč, promluvil k Rámovi Agastja, který sledoval zápas z nebes společně s bohy: jestliže bude Ráma odříkávat sluneční mantru k uctění slunečního boha Súrji, zvítězí.
Ráma nakonec zdolal Rávanu Brahmovým šípem, který mu kdysi daroval Agastja. Rákšasové se na to rozprchli do všech stran. Po slavném vítězství se stal Vibhíšana novým králem Lanky. Když však před Rámu konečně přistoupila Síta, Ráma ji sdělil, že se již nesmí vrátit do jeho domu, protože ztratila svou čistotu, když pobývala tak dlouho v době démona. Síta, zdrcena Rámovým obviněním, přikázala Lakšmanovi, aby připravil hranici. Jakmile byla zapálena, Síta do ní vkročila doufaje, že jakožto čisté bytosti se jí plameny nedotknou. Brzy po jejím vkročení do plamenů z ohně vystoupili všichni hlavní bohové v čele s Brahmou a spravili Rámu o tom, že Síta je naprosto čistá, neboť je vtělením Lakšmí, a on sám je vtělením boha Višnua. Pak vystoupil z ohně bůh Agni a před zraky ostatních předal Rámovi nezraněnou Sítu. Síta tak byla očištěna od všech podezírání a pomluv, které by ji jinak stihly.
Když Indra v této slavnostní chvíli požádal Rámu, ať vysloví jakékoliv přání a on mu jej splní, Ráma si přál, aby všichni mrtví, kteří bojovali na jeho straně, obživli a raněným se zacelily rány. A tak se také stalo. Ráma už toužil vrátit se co nejrychleji do Ajódhji, pročež mu Vibhíšana zapůjčil nebeský vůz, do kterého vlezl nejen Rávana, ale i všichni ostatní včetně všech opičích a medvědích válečníků. Všichni tito vojáci totiž toužili spatřit slavnou Ajódhju. Cestou ještě naložili manželky opičáků a slavnostně vkročili do Ajódhji, kde je už netrpělivě čekal Bharata. Hned další den byl Ráma slavnostně korunová novým králem a opičí a medvědí vojska se vrátila domů stejně jako Vibhíšana. Bharata se stal Rámovým spoluvladařem a společně vládli tisíce let.

### Uttarakánda

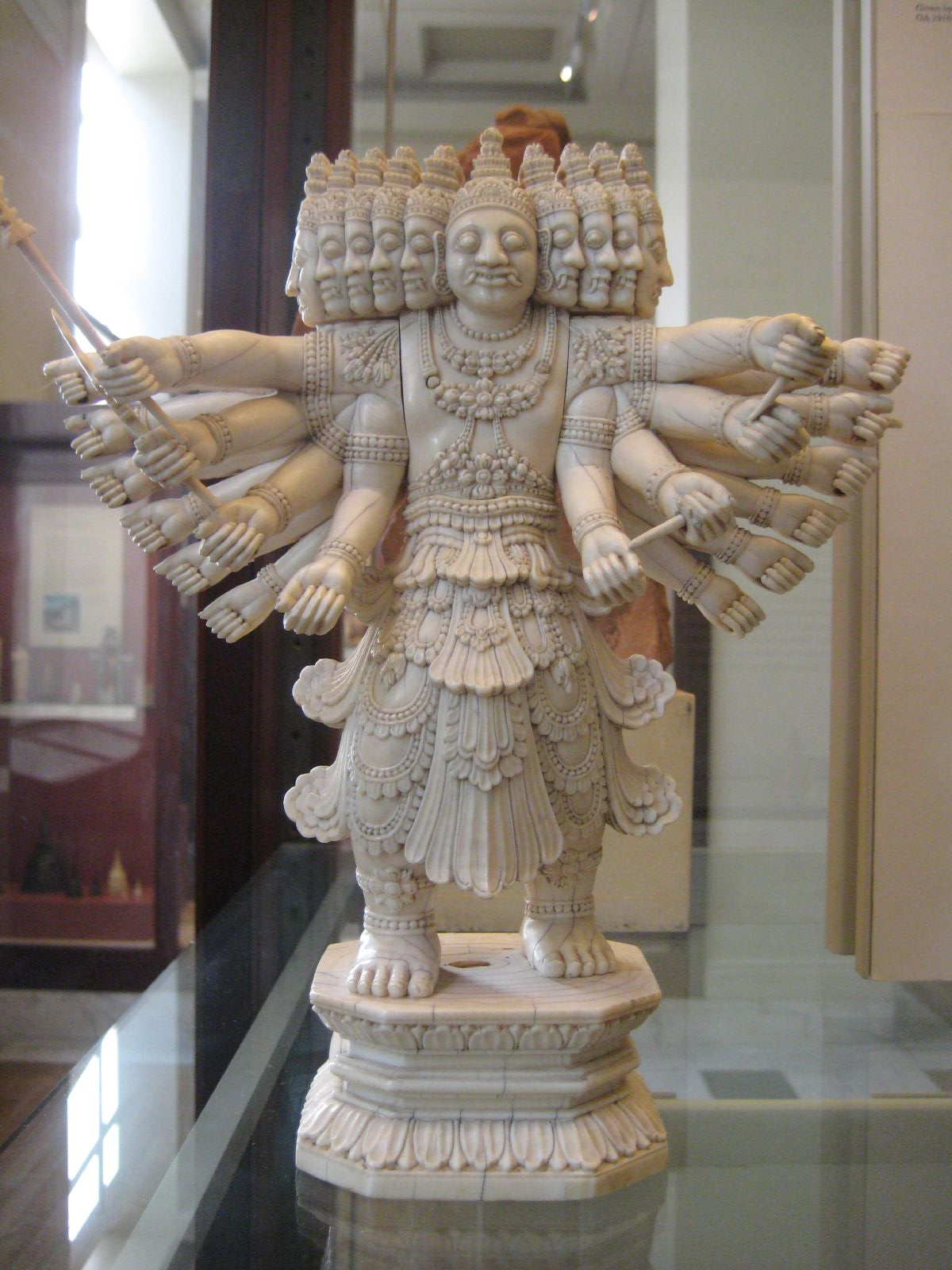
Socha Rávany (jižní Indie, 18. století, dnes Britské muzeum)

Ráma už nějakou dobu vládl Ajódhji, když se sešli světci v čele s Agastjou, aby blahopřáli Rámovi za jeho vítězství. Agastja pak začal ze široka vyprávět o původu rákšasů:
Sám Rávana byl synem Sumálinovy dcery (Sumálina byl Brahmou pověřen ochranou vod) a askety Višravase. Jelikož chtěl dosáhnout bohatství a moci, aby se vyrovnal bratru Kuvérovi, vykonával takřka deset tisíc let tuhou askezi. Jelikož měl deset hlav, koncem každého tisíciletí si jednu uťal, až mu zbyla pouze jedna. I přistoupil k němu Brahma a řekl, že mu splní jakékoliv přání. Rávana si tehdy přál, aby ho nemohl zabít žádný bůh, gandharva, jakša, asura, rákšasa ani pták či had. Brahma mu toto přání splnil. Rávana na to osídlil se svými rákšasy Lanku, odkud nejdříve vyhnal Kuvéru a nakonec ho i zabil. Začal pak sužovat všechny tři světy a znásilňovat bytosti ženského pohlaví dle libosti. Troufl si utkat se i s nejvyššími bohy. Zplodil několik synů, Indradžita měl s Mandódarí, dcerou asury Máji. Jednoho dne Rávana navštívil ršiho Snatkumára, což byl syn samotného Brahmy, a ten mu sdělil, že ho jednou přemůže Višnu, který se vtělí do Dašarathova syna. Už tehdy si Rávana řekl, že unese jeho ženu a tím přiměje Dašarathova syna k boji.
Tím Agastja skončil svůj výklad a vrátil se do své chatrče.
Po nějakém čase Síta otěhotněla. Ráma se pak zeptal svého přítele Bhadry, co si lidé povídají o něm a jeho rodině. Bhadra mu vypověděl, že lidé pomlouvají Sítu a nevěří, že mohla být tak dlouho s démonem bez toho, aniž by zůstala čistá. Podobně pomlouvali i Rámu za to, že se mu Síta nezošklivila po tak dlouhé pobytu v démoním doupěti. Ráma vyslechl tato slova a nařídil Lakšmanovi, aby Sítu odvezl nebeským vozem na břeh Gangy do poustevny Válmíkiho a nechal ji tam. Lakšmana tedy s těžkým srdcem splnil králův rozkaz. Sítu přijal Válmíki vlídně, stejně jako ostatní asketi v okolí.

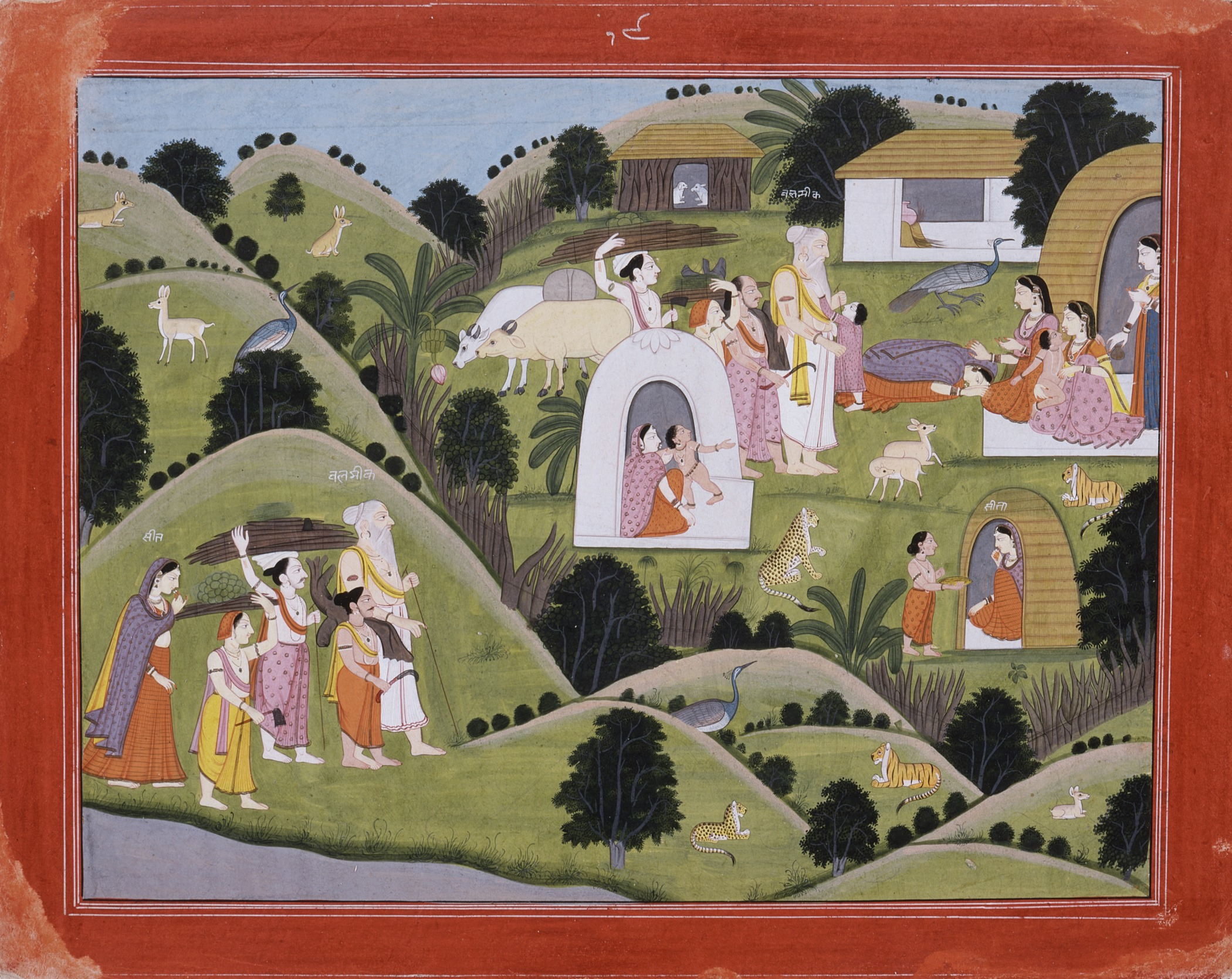
Síta ve Vílmíkiho poustevně (malba, Himáčalpradéš, kolem 1820)

Po nějaké době přišli za Rámou asketi s žádostí, aby jim Ráma pomohl zabít Lavana, zlého panovníka, který měl to štěstí, že zdědil po svém spravedlivém bratru Madhuovi Šivův šíp. Lavana obývá zemi zvanou Madhuvana. Ráma tam vyslal svého bratra Šatrughnu, který se vydal na cestu s početným vojskem. Na radu Rámy se rozhodl utkat s Lavanou až počátkem období dešťů, kdy Lavana nebude útok čekat. Lavana se tedy rozhodl počkat do období dešťů ve Válmíkiho poustevně. Mezitím Síta porodila dva syny – Kušu a Lavu. Když nastalo období dešťů, Šatrugha vyrazil do boje a když našel Lavanu, vracel se zrovna z lovu a neměl u sebe Šivův šíp. Byl tedy porazitelný a Šatrugha jej usmrtil. Bohové mu slíbili splnit jedno přání, a Šatrugha si přál vládnout nad územím, kterému vládl Lavana. Bohové souhlasili a pojmenovali toto království Šúraséna.
Po dvanácti letech Válmíki vyslal Kušu a Lavu, aby chodili po celé zemi a zpívali Rámájanu, kterou složil Válmiki a naučil ji oba bratry nazpaměť. Samotný Ráma se o této nádherné skladbě doslechl a nechal si hochy před sebe předvolat. Když mu onu skladbu zazpívali, Ráma pochopil, že jsou jeho synové a nechal poslat pro Sítu, aby před celým lidem předvedla svou čistotu. Síta poslechla a před celým lidem složila přísahu obsahující slova, že pokud Rámu nikdy nezradila, nechť ji přijme samotná Matka Země. Po těchto slovech se rozestoupila Země a Síta byla pohlcena Matkou Zemí. Ráma ji chtěl získat zpět, avšak bylo už pozdě. Po jedenácti tisících letech spravedlivé vlády Ráma se svými bližními vstoupil na nebesa, kde ho přijal sám Brahma.

## Historicita

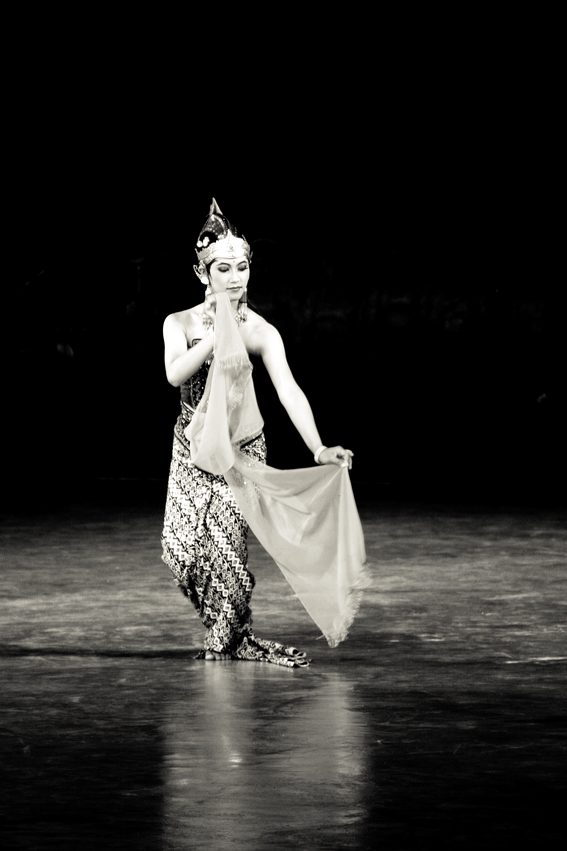
Indonéská tanečnice představující Sítu během taneční inscenace Rámájany

Mezi badateli je často diskutována otázka, zda se příběh Rámájany může zakládat na skutečných historických událostech. Jisté je, že je z větší části zasazen do „reálného“ geografického prostředí. Geografická místa jako Kóšalsko, Ajódhja, Gája a mnohé další jsou skutečná místa na Indickém poloostrově.
Co se týče Lanky, hlavního sídla Rávany, nelze ji s jistotou ztotožňovat s dnešní Srí Lankou. Hlavní linie příběhu je totiž situována do severní Indie a o Lance epos poskytuje jen velmi kusé, často nepřesné informace. Lanku proto badatelé spíše umisťují do oblasti mezi Džabalpurem a plošinou Čhótá Nágpur.
Některé svéráznější interpretace, které se snaží prokázat historický základ Rámájany, se pokusily dokonce doložit, že příběh Rámy má původ v harappské době či že příslušníci opičího lidu, z něhož pocházel Hanumán, by mohli být chybějícím článkem v evolučním vývoji člověka.
Existuje teorie, že Rámájana si vypůjčila některá témata z Homérovy Íliady a Odyseje, protože téma únosu paní Síty je přímým ohlasem únosu Heleny trójským Paridem.

## Odkaz v kultuře
Eposy Rámájana a Máhábhárata se již od počátku letopočtu těšily v Indii obrovské oblibě. Byly inspirací pro indické dramatiky a básníky, kteří ve svých dílech velmi často odkazovali na příběhy z obou děl. Prestiž Rámájany velmi vzrostla poté, co došlo ke ztotožnění Rámy s Višnuem.
V 90. letech byl v celostátní indické televizi odvysílán seriál Rámájana o 50 dílech. Seriál pokořil prakticky všechny rekordy ve sledovanosti a ihned po jeho skončení na nátlak veřejnosti došlo k jeho opakování.
Příběh Rámájany je zachycen na nesčetných vyobrazeních a motivy z Rámova života jsou součástí nesčetných chrámů po celé Indii, Bengálsku i dalších zemích zejména Jižní a Jihovýchodní Asie.

## Překlady
Nejstarší překlad Rámájany do novoindického jazyka pochází z doby mezi 9.–12. stoletím; ze sanskrtského originálu ji převedl tamilský básník Kamban. Do ostatních jazyků byla Rámájana převáděna postupně, např. do bengálského jazyka ji poprvé převedl básník Krittibás Odžhá (14. století).
V českém jazyce Rámájana vyšla v roce 1957 v přebásněném překladu Oldřicha Friše pod názvem Rámájanam. V roce 2000 byla vydána převyprávěná verze v překladu Dušana Zbavitele.